# しあわせへのまわり道
『しあわせへのまわり道』（原題: Learning to Drive）は、2014年にアメリカ合衆国で製作されたコメディ映画。『ザ・ニューヨーカー』に掲載されたエッセイを原作にしている。監督をイザベル・コイシェが、主演をパトリシア・クラークソンとベン・キングズレーが務めた。

## ストーリー
マンハッタンのアッパー・ウエスト・サイド。そこに暮らす売れっ子の書評家ウェンディは公私共に充実した毎日を送っていたが、ある日21年連れ添った夫の浮気が発覚。しかも夫は彼女を捨てて浮気相手の元へと去ってしまうのだった。落ちこむウェンディだったが、ここで新たな問題に直面する。彼女は今まで夫に運転を任せきりで運転免許を持っておらず、このままでは遠く離れた農場に住む娘にも会いに行けないことに気付いたのだ。そこでウェンディはタクシー運転手をしながら副業で自動車教習の教官を務めているインド系アメリカ人のダルワーンに運転を教わることにする。文化や考え方が全く違う二人は当初反発し合うが、次第にウェンディはダルワーンと接することで本当に大切なものを思い出していく。

## キャスト
※括弧内は日本語吹替
- ウェンディ - パトリシア・クラークソン（榊原良子）
- ダルワーン・シン・トゥール - ベン・キングズレー（屋良有作）
- テッド - ジェイク・ウェバー（牛山茂）
- ターシャ - グレイス・ガマー（小林未沙）
- ジャスリーン - サリタ・チョウドリー（喜代原まり）
- プリート - アヴィ・ナッシュ（柳澤健次）
- ペイジ - ジーナ・ジャリーン（槇原千夏）
- デビー - サマンサ・ビー（英語版）（丸山雪野）
- ピーター - マット・サリンジャー（英語版）（伊藤和晃）
- ラスビル - ラジカ・プリ（喜代原まり）